# Attenschwiller
Attenschwiller település Franciaországban, Haut-Rhin megyében. Lakosainak száma 978 fő (2022. január 1.). Attenschwiller Ranspach-le-Bas, Michelbach-le-Haut, Wentzwiller, Buschwiller, Michelbach-le-Bas és Hésingue községekkel határos.

## Népesség
A település népességének változása:
| Lakosok száma | 928  | 944  | 980  | 973  | 988  | 986  | 989  | 998  | 978  |
|               | 2013 | 2015 | 2016 | 2017 | 2018 | 2019 | 2020 | 2021 | 2022 |